# Lucy Komba
Lucy Francis Komba (24 de octubre de 1980) es una actriz y cineasta tanzana.

## Biografía
Komba inició su carrera como actriz y cineasta a mediados de la década de 2000, paralelamente a su trabajo como secretaria en el Tribunal Superior. Sus películas aportan una mirada feminista a la industria del cine de Tanzania, con claros ejemplos como Yolanda, Yours, Yours, Yours y Controversy, las cuales presentan personajes femeninos fuertes.
En 2008 obtuvo dos nominaciones en los Premios de Cine de Tanzania, en las categorías de "mejor guionista" por Controversy y de "mejor actriz del año" por Diversion of Love. En 2012 se anunció su aparición junto al renombrado actor Steven Kanumba en el filme de Hollywood Bleeding Sunshine, pero el proyecto debió suspenderse debido a la repentina muerte del actor.

## Filmografía

### Cine
| Título                  | Actriz | Directora | Productora |
| ----------------------- | ------ | --------- | ---------- |
| Tanzania to Denmark     | Sí     | Sí        | Sí         |
| Vice Versa              | Sí     | Sí        | Sí         |
| Yours, Yours, Yours     | Sí     | Sí        | Sí         |
| Yolanda                 | Sí     | Sí        | Sí         |
| Controversy             | Sí     | Sí        | Sí         |
| Richmond                | Sí     | No        | No         |
| Swadakta                | Sí     | No        | No         |
| Mother's Day            | Sí     | No        | No         |
| The Secret of My Heart  | Sí     | No        | No         |
| Target How To           | Sí     | No        | No         |
| The War of the Marriage | Sí     | No        | No         |
| Diversion of Love       | Sí     | No        | No         |

Fuente: